# Цзян Цин
Цзян Цин (江青, наст, урожд. Ли Шумэн 李淑蒙, 14 марта 1914 года, Чжучэн 诸城 — 14 мая 1991 года, Пекин), известна также по сценическому имени Лань Пин (кит.  蓝苹) — китайская актриса, ставшая в 1938 году женой Мао Цзэдуна и вошедшая в высшие эшелоны власти в Китае. Играла большую роль в руководстве Культурной революцией.
После смерти Мао его 62-летняя вдова была причислена к Банде четырёх и попала под показательный процесс, на неё взвалили ответственность за преступления периода Культурной революции и прочие «ошибки» периода правления Мао. Хуа Гофэн при этом предъявил ей и Линь Бяо обвинения в контрреволюционной деятельности, что было оформлено в обличительном документе «Контрреволюционная группа Линь-Цзян» (林彪江青反革命集团). Приговорена к смертной казни, заменённой на пожизненное заключение; освобождена по медицинским показаниям (рак горла) и вскоре после освобождения повесилась в больнице.
Сама Цзян Цин скрывала ряд фактов своей биографии, а иногда жестоко устраняла свидетельства. Когда «Банда четырёх» была разоблачена, началась кампания по поиску порочащих её материалов. Поэтому по биографии Цзян Цин существует немало противоречивых материалов, в которых не сходятся даты и факты. Про Цзян Цин ходило большое количество слухов и домыслов, о ней было написано огромное количество книг, снято много фильмов, её образ стал нарицательным как образ жестокой и хитрой женщины, пробивающей путь наверх любыми средствами.

## Биография

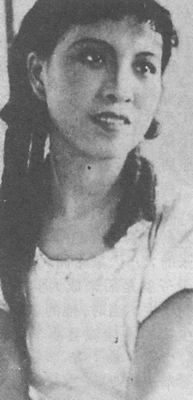
Лань Пин в 1930-е годы

Ли Шумэн родилась в городе Чжучэн провинции Шаньдун в 1914 году в семье плотника. В 16 лет присоединилась к труппе бродячих актёров. В 30-х выступала в шанхайском театре, снималась в кино, ездила с концертной бригадой по стране.
В 1933 вступила в КПК. Однако через два месяца, когда её муж был брошен в тюрьму, бежала в Шанхай. Осенью 1934 года её арестовали, но через три месяца без всяких объяснений выпустили. Вскоре под псевдонимом Лань Пин она начала выступать на шанхайской театральной сцене и в кино. Особенно ей удался образ Норы в спектакле по пьесе Генрика Ибсена «Кукольный дом». Лань Пин стала известной провинциальной актрисой, также снималась в фильмах (с её участием сохранилось четыре картины: «联华交响曲», «都市风光», «狼山喋血记», «王老五»).
Карьера её прервалась в 1937 г., когда она бросила своего второго мужа (поженились в 1936 г.), немолодого актёра и критика Тан На 唐纳, а также двух своих детей, и сбежала к коммунистам в Яньань. Тогда же взяла псевдоним Цзян Цин. После этого Тан На предпринял попытку самоубийства. История широко освещалась в газетах. Позднее детали о своей жизни в Шанхае Цзян Цин тщательно скрывала, уничтожала документы и устраняла людей, знавших её лично.

### Знакомство и брак с Мао

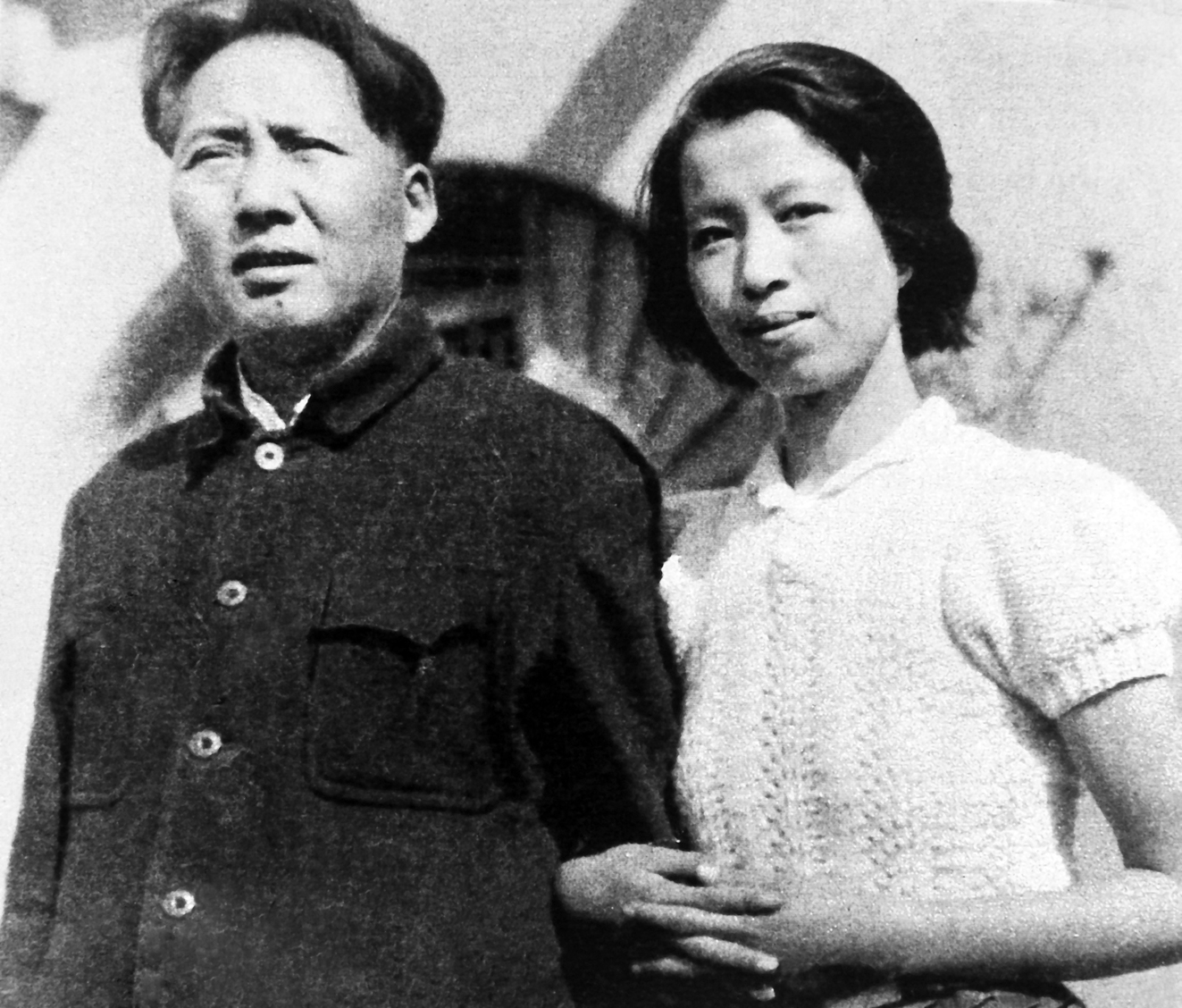
Цзян Цин и Мао Цзэдун в Яньаньском округе

В 24 года она покинула сцену и стала детально изучать марксизм. Интерес к коммунизму она проявила ещё в 1931 году, позже, в 1933 г., вступила в партию. В 1937 году она направилась в Яньань, где познакомилась с Мао Цзэдуном (по утверждению Петра Парфёновича Владимирова, с Мао её познакомил Кан Шэн) и в 1938 г. стала его четвёртой женой. Она стала регулярно посещать лекции Мао и выступать на представлениях пекинской оперы, потом они стали тайно встречаться, ранее Мао Цзэдун отправил свою жену Гуйюань в СССР на лечение. К моменту женитьбы на Цзян Цин был оформлен развод Мао с его предыдущей женой.
В 1940 году у них родилась единственная дочь Ли На (李讷), которая в 2003 г. была назначена членом Народного политического консультативного совета Китая.

### Министр культуры
В конце пятидесятых годов она получила должность министра культуры Китая. С её именем связывают также процессы по ликвидации китайских традиционных культурных ценностей и травле творческой интеллигенции.
По её инициативе стали повсюду ставиться революционные оперы и революционные балеты, которые венчали собой явления «нового искусства».
Первые пробы проводились в 1964 году, незадолго до Культурной революции. Революционные оперы создавались по образцу традиционных пекинских опер с новым содержанием. Театральные круги Пекина воспринимали эксперименты Цзян Цин крайне отрицательно.

### Культурная революция
Значительную роль приобрела Цзян Цин с начала Культурной революции в 1966. Де-факто она возглавляла Группу по делам Культурной революции при ЦК КПК (хотя официально являлась заместителем её формального руководителя Чэнь Бода). Одним из первых процессов Культурной революции стала критика пьесы «Разжалование Хай Жуя», она входила в число организаторов кампании.
Приняла участие в гонениях на Лю Шаоци и Дэн Сяопина и в партийной борьбе с ревизионистами и идущими по «капиталистическому пути», организовывала первые отряды хунвэйбинов и нередко направляла их на погромы. В то время её авторитет был очень высок.
Заведуя культурой, организовывала чистки репертуаров театров, кинофильмов, песен и радиопередач. В какой-то момент Культурной революции после её чисток в прокате остались буквально единицы «образцовых» произведений — романов, книг, песен, кинофильмов.
В 1969 вошла в политбюро ЦК КПК. Хотя была в хороших отношениях с Линь Бяо и вела с ним совместную работу, принимала потом активную роль в травле Линь Бяо и в кампании «Критика Линь Бяо и Конфуция».
В последние годы жизни Мао Цзэдуна (c 1973) они жили раздельно.

### Арест, суд и смерть
Через месяц после смерти Мао Цзэдуна, а именно 6 октября 1976 года, Цзян Цин и трое других членов Политбюро были арестованы за организацию заговора с целью захвата власти (они организовывали отряды милиции в Пекине и Шанхае) и подделку завещания Мао Цзэдуна. Следствие по делу Банды четырёх длилось несколько лет. Им ставили в вину многочисленные преступления эпохи Культурной революции. Пять лет следствия Цзян Цин провела в Циньчэнской тюрьме. Её судили в 1981—1982 годах за преступления против невиновных людей и попытку переворота. Из всех четырёх на публичном суде только Цзян Цин пыталась оправдываться тем, что охраняла Мао Цзэдуна и выполняла его распоряжения. Ей принадлежит знаменитое изречение: «Я была собакой председателя Мао. Я кусала того, кого он просил укусить».
Её приговорили к смертной казни с задержкой исполнения приговора, через некоторое время смертную казнь заменили на пожизненное заключение. В 1991 по состоянию здоровья (рак горла) Цзян Цин была выпущена на свободу, 14 мая 1991 она совершила самоубийство, повесившись в душевой комнате больницы.

## Имена Цзян Цин

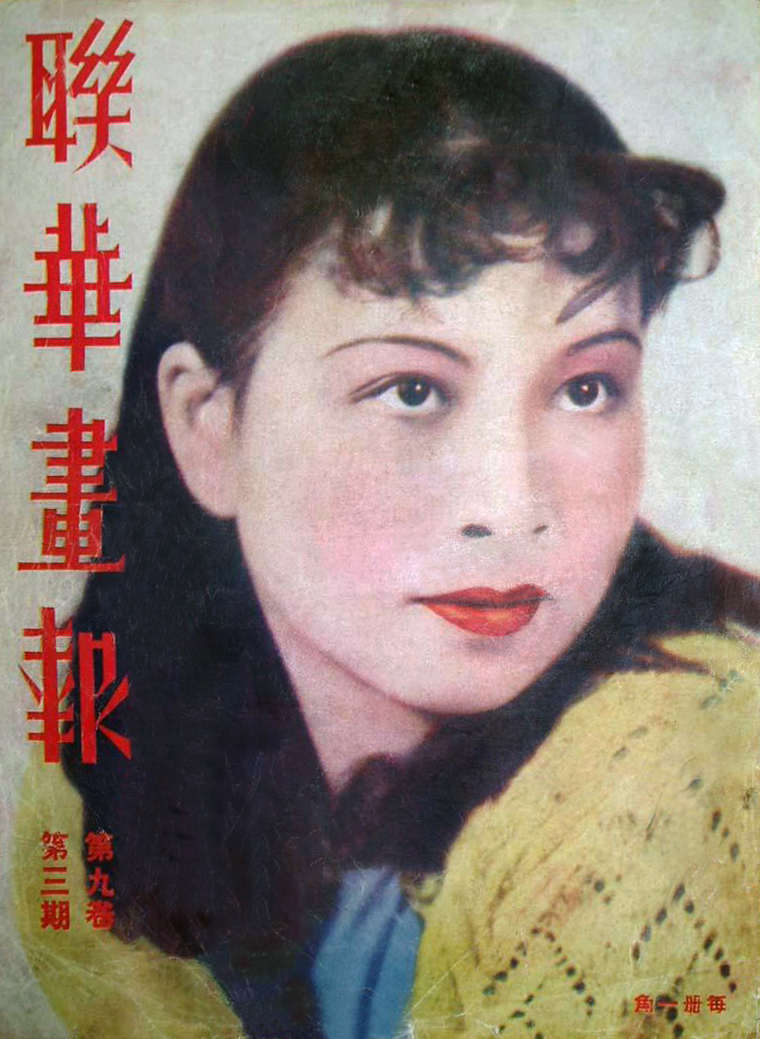
Актриса Лань Пин на обложке китайского журнала, посвящённого кино, 30-е годы

1. Имя, данное при рождении: Ли Шумэн (кит. упр. 李淑蒙, пиньинь Lǐ Shūméng)
2. Дополнительное имя: Ли Цзиньхай (кит. упр. 李进孩, пиньинь Lǐ Jìnhái)
3. Школьное имя: Ли Юньхэ (кит. упр. 李云鹤, пиньинь Lǐ Yúnhè) — «облачный журавль»
4. Краткое имя: Ли Хэ (кит. упр. 李鹤, пиньинь Lǐ Hè) — «журавль»
5. Сценическое имя: Лань Пин (кит. упр. 蓝苹, пиньинь Lán Píng) — «голубое яблоко»
6. Революционная кличка: Цзян Цин (кит. упр. 江青, пиньинь Jiāng Qīng) — «речная голубизна»
7. Писательский псевдоним: Ли Цзинь (кит. упр. 李进, пиньинь Lǐ Jìn)
8. Последнее употребимое имя: Ли Жуньцин (кит. упр. 李润青, пиньинь Lǐ Rùnqīng)

## Репутация
В литературе её сравнивали со многими властными императрицами китайской истории — Люй-хоу, У Цзэтянь, Цыси. Её называли также Бай Гуцзин (кит. 白骨精, «демон белой кости») — страшный персонаж из средневекового фантастического романа Путешествие на Запад, который оборачивался миловидной девушкой. В западной литературе её сравнивали с Эвой Перон, знаменитой женой аргентинского диктатора. По некоторым слухам, Мао Цзэдун написал перед смертью Хуа Гофэну письмо, в котором выражал опасение, что Цзян Цин станет после его смерти такой же жестокой властительницей, как императрица Люй-хоу.

## Цзян Цин и СССР
1949 год Цзян Цин провела в Москве на лечении. Жила она в СССР под именем Марианна Юсупова. По настоятельной рекомендации И. Сталина отдыхала в Крыму, поправляла здоровье, много читала, знакомилась с русской культурой. Её постоянным собеседником и другом стал генерал Людвик Свобода — будущий президент Чехословакии.
Присутствовала Цзян Цин и на похоронах Сталина в марте 1953 года, причём ей была оказана высокая честь стоять в почётном карауле у гроба советского вождя.
Владимир Высоцкий посвятил Цзян Цин песню «Про жену Мао Цзэдуна».